# (3406) Омск
(3046) Омск (англ. 3046 Omsk, ранее 1969 DA) — астероид центральной части Главного пояса диаметром около 15 км. Был открыт 21 февраля 1969 года советским астрономом Беллой Бурнашевой в Крымской астрофизической обсерватории. Астероид, вероятно, принадлежит классу M или X астероидов; период вращения составляет приблизительно 7,3 часа.  Объект назван в честь российского города Омска.

## Орбита и классификация
Омск не принадлежит к какому-либо семейству астероидов Главного пояса. Он обращается вокруг Солнца в щели Кирквуда в середине пояса астероидов на расстоянии 2,4–3,2 а.е. с периодом 4 года 8 месяцев (1708 дней; большая полуось орбиты 2,8 а.е.). Эксцентриситет орбиты равен 0,13, наклон орбиты относительно плоскости эклиптики составляет 8°.
Впервые астероид наблюдался как объект 1951 KA1 в обсерватории Макдональд в мае 1951 года. Дуга наблюдения астероида начинается с официального открытия в феврале 1969 года в посёлке Научный.

## Физические характеристики
Омск принадлежит спектральному классу X. Также его характеризуют как металлический астероид класса M или как углеродный астероид класса C по данным телескопов Wide-field Infrared Survey Explorer (WISE) и Pan-STARRS.

### Период вращения
В мае 2007 года по данным фотометрических наблюдений в обсерватории Маунт-Тарана в Австралии была получена кривая блеска астероида Омск. Анализ кривой блеска позволил получить значение периода вращения 7,275 часа при амплитуде блеска 0,28 звёздной величины.

### Диаметр и альбедо
Согласно обзорам, проводимым на спутнике IRAS, японском телескопе Akari и телескопе НАСА WISE, диаметр Омска составляет от 13,43 до 16,59 км, а альбедо поверхности составляет от 0,1569 до 0,2476.
Источник Collaborative Asteroid Lightcurve Link приводит значение альбедо 0,1619 и диаметр 14,42 км при абсолютной звёздной величине 11,8.

## Название
Данная малая планета названа в честь города Омска в Сибири, места рождения первооткрывателя астероида и административного центра Омской области России. Официально название было опубликовано Центром малых планет 18 февраля 1992 года  (M.P.C. 19693).